# Amtsgericht Massow
Das Amtsgericht Massow war ein preußisches Amtsgericht mit Sitz in Massow, Provinz Pommern.

## Geschichte
In Massow bestand von 1849 bis 1879 die Gerichtskommission Massow des Kreisgerichtes Naugard. Das königlich preußische Amtsgericht Massow wurde mit Wirkung zum 1. Oktober 1879 als eines von 14 Amtsgerichten im Bezirk des Landgerichtes Stargard im Bezirk des Oberlandesgerichtes Stettin gebildet. Der Sitz des Gerichtes war Massow. Sein Gerichtsbezirk umfasste aus dem Kreis Naugard den Stadtbezirk Massow, die Amtsbezirke Daarz, Faulen-Benz, Hermelsdorf, Korkenhagen und Wachlin, die Gemeindebezirke Friedrichswalde und Hinzendorf aus dem Amtsbezirk Friedrichswalde, der Gemeinde- und Gutsbezirk Großenhagen aus dem Amtsbezirk Großenhagen und der Gemeindebezirk Priemhausen und der Gutsbezirk Forstrevier der Stadt Stargard aus dem Amtsbezirk Priemhausen. Am Gericht bestanden 1880 zwei Richterstellen. Das Amtsgericht war damit ein mittelgroßes Amtsgericht im Landgerichtsbezirk.
Im Jahre 1945 wurden der größte Teil Pommerns, darunter der Sprengel des Amtsgerichtes Massow, unter polnische Verwaltung gestellt und die deutschen Bewohner vertrieben. Damit endete die Geschichte des Amtsgerichts Massow.